# Artamón Matvéyev
Artamón Serguéievich Matvéiev (en ruso: Артамон Сергеевич Матвеев), (1625 - Moscú, 27 de mayo de 1682), fue un diplomático y político ruso. Dirigió el  Malorossiyski Prikaz (Departamento de asuntos ucranianos) (1669), y más tarde el Posolski Prikaz (Ministerio de Exteriores) de 1671 a 1676. Consejero de Alejo I de Rusia, también fue el jefe de los streltsí.

## Biografía
Hijo del diplomático Serguéi Matvéiev, Artamón se casó con una escocesa, Eudoxia Hamilton, con la que tuvo dos hijos Andréi Matvéiev (1666-1728), primer presidente del Colegio de Justicia (1720) bajo el reinado de Pedro I el Grande, e Iván Matvéiev.

### Inicio de su carrera
Artamón Matvéiev inició su carrera diplomática en la corte del Zarato moscovita a la edad de trece años. Se convertiría en uno de los amigos más cercanos de Alejo I. Comenzó como funcionario gubernamental, trabajando en Ucrania y tomando parte en varios conflictos que enfrentaban al Zarato moscovita y Polonia.

### Carrera diplomática
Miembro de la delegación rusa, Artamón Matvéiev tomó parte en la firma del Tratado de Pereyáslav (1654) entre los cosacos zaporogos y Alejo I en representación del Zarato moscovita. Este tratado puso fin a la rebelión de Jmelnytsky (1648-1654) (guerra de liberación de la actual Ucrania llevada a cabo por una parte los cosacos zaporogos que tenían por jefe al hetman Bohdán Jmelnytsky (1595-1657), sus aliados los tártaros de Crimea y los campesinos ucranianos, y por el otro lado los polacos-lituanos. A través de este tratado, los cosacos consiguieron la protección del Zarato moscovita, la creación del Hetmanato cosaco en la Ucrania del margen izquierdo, pero sería igualmente el punto de origen de la guerra ruso-polaca de 1654 a 1667. 
Participó igualmente en la misión diplomática a Polonia de 1656 a 1657. En calidad de jefe del departamento de los streltsí, en 1662, participó en la represión al levantamiento de Moscú conocido bajo el nombre de Motín del cobre (en). La guerra ruso-sueca de 1656–1658 provocó en Rusia un deterioro progresivo de la economía, poniendo en circulación el gobierno ruso en 1654 monedas de cobre en gran cantidad equivalentes a las de plata, medida que provocó la devaluación de la moneda de cobre, y, consecuentemente la especulación sobre los bienes de primera necesidad y la creación masiva de moneda con la participación de varios altos funcionarios.

### Carrera política
En 1669, a Artamón Matvéiev se le confió el Malorossiyski Prikaz (Departamento de asuntos ucranianos), en 1671, fue nombrado jefe del Posolski Prikaz (Departamento de diplomacia), ocupando también otras funciones en otros ministerios. Se le debe a él la reunificación de Ucrania a Rusia, la acción diplomática más importante de la política extranjera de Rusia. En 1672, durante el curso de las negociaciones con Polonia, Artamón Matvéiev obtuvo para Rusia la ciudad de Kiev.
En 1671, Alejo I de Rusia y Matvéiev eran ya amigos cercanos, tras la dimisión de Afanasi Ordín-Nashchokin (1605-1680), Artamón Matvéiev se convirtió en jefe del Consejo del zar. Tras la dimisión de su consejero, Alejo I, viudo de su primera esposa conoce a la sobrina de Artamón, Natalia Narýshkina, con la que se casará el 22 de enero de 1671. El mismo año, el consejero sería elevado al rango de okólnichi, rango situado detrás del de boyardo. El 1 de septiembre de 1674, le fue otorgado este último rango. La salud de Alejo I declinó, y éste designaría como su sucesor a su hijo mayor Teodoro, hijo de su primer matrimonio. Artamón sería partidario de que ascendiera al trono Piotr Alekséievich, el futuro Pedro I, hijo del segundo matrimonio del zar y por aquel entonces de cuatro años de edad. Para conseguir su propósito, el consejero pagó para ganarse el apoyo, tras lo que convocó el consejo de los boyardos, a los que les explicó que Teodoro III no era el más adecuado para la tarea de reinar, rogándoles que lo reemplazaran por Piotr Alekséievich. Sin embargo, los boyardos conservadores, entre los que figuraban parientes próximos de Teodoro (los Miloslavski), lo proclamaron zar el 29 de enero de 1676, siendo desterrado Artamón Matvéiev a Pustoziorsk, una ciudad al norte del Círculo polar ártico, donde permanecerá hasta la muerte de Teodoro el de mayo de 1682.
Inmediatamente tras la muerte de Teodoro III, el patriarca Joaquín (en, 1620-1690), proclamó a Piotr Alekséievich zar del Zarato moscovita. Pedro I el Grande inició su reinado con la publicación de un ukaz por el cual otorgaba su gracia y reclamaba el retorno de Artamón Matvéiev a la capital, Moscú, donde llegaría el 11 de mayo de 1682 para convertirse en consejero jefe de la tsaritsa Natalia Narýshkina.

### Personalidad
Artamón Matvéiev fue, en su época, un hombre erudito en múltiples ámbitos. Organizó una editorial en los locales del Posolski Prikaz. Habría redactado aquí el "Libro de los títulos" (en ruso: Царский титулярник, tr.: Tsarski tituliárnik), una obra ilustrada que es una referencia en cuanto a los zares rusos y los jefes de Estado extranjeros. El libro incluye imágenes que representan los escudos de armas, los sellos, de los monarcas o de los patriarcas. Artamón Matvéiev adquirió libros que eran rarezas creando una gran biblioteca. Su casa estaba decorada con obras de arte, dispositivos ópticos y maquetas de diferentes navíos. Introdujo el teatro en la corte rusa creando una compañía de actores que representaban diversas obras. Fue uno de los organizadores del primer museo de historia natural de Moscú.

### Fallecimiento
Con la ayuda de varios boyardos, la tsarevna Sofía Alekséievna urdió una conspiración para destronar a Pedro I. Ante los streltsí, Sófía levantó graves acusaciones contra los Naryshkin, afirmando que los miembros de esta familia habían envenenado a Teodoro III. Movidos por la rabia, los streltsí se rebelaron. En la trágica jornada del 27 de mayo de 1682, los hermanos Iván Kirílovich y Afanasi Kirílovich Naryshkin, el príncipe Mijaíl Dolgoruki y su padre fueron asesinados por los streltsí. Artamón Matvéiev sería del mismo modo asesinado de forma atroz, ya que moriría tras haber sido arrojado sobre la muchedumbre desencadenada, ensartado en picas y descuartizado.